# Pericallia luteotincta
Pericallia luteotincta là một loài bướm đêm thuộc phân họ Arctiinae, họ Erebidae.